# Hoi polloi
Hoi polloi  /ˌhɔɪ_pəˈlɔɪ/; (del griego: οἱ πολλοί, ‘hoi polloí:’‘los muchos’) es una expresión griega que significa "los muchos" o, en sentido amplio,  "el pueblo". En inglés se le ha dado una connotación negativa para referirse a las masas. Los sinónimos de hoi polloi incluyen "la plebe" (plebeyos), "la chusma", "las masas", y "los proles" (proletarios).
La frase probablemente se hizo conocida entre los eruditos a través de la oración fúnebre de Pericles, como se menciona en la Historia de la guerra del Peloponeso de Tucídides. Pericles le da un significado positivo al elogiar la democracia ateniense, contrastándolo con hoi oligoi, "los pocos" (griego: οἱ ὀλίγοι; véase también oligarquía).
El sentido actual de esta expresión aparece a principios del siglo XIX, una época en la que se aceptaba generalmente que uno debía estar familiarizado con el griego y el latín para ser considerado como una persona instruida. La frase estaba escrita originalmente en caracteres griegos. El conocimiento de estos idiomas servía para diferenciar al hablante de los hoi polloi en cuestión, que no tenían una educación similar.

## Pronunciación
La pronunciación depende del hablante:
- El griego antiguo tenía longitud de consonante fonémica o geminación. Los oradores lo habrían pronunciado [hoi polloi˨˦] con la doble λ siendo geminada.
- Los hablantes de griego moderno lo pronuncian [i poˈli] ya que en el griego moderno no hay un fonema /h/ glotal sordo y οι se pronuncia [i] (todos los diptongos del griego antiguo ahora se pronuncian como monoptongos ). Los grecochipriotas todavía pronuncian la doble-λ ( [i polˈli] ).[10]

## Uso en inglés
Algunos lingüistas argumentan que, dado que hoi es un artículo definido, la frase "el hoi polloi" es redundante, similar a decir "las las masas". Otros argumentan que esto es inconsistente con otros préstamos en inglés. La palabra "alcohol", por ejemplo, deriva del árabe al-kuhl, siendo al un artículo, sin embargo, "el alcohol" se acepta universalmente como gramaticalmente correcto.

## Usos en elsigloXIX
Ha habido numerosos usos del término en la literatura inglesa. Como con James Fenimore Cooper, Lord Byron, Thomas de Quincey, Charles Darwin y otros

## Usos en elsigloXX
El empleo del término siguió usándose en varias películas y programas de radio en el idioma inglés.
Como en  El club de los poetas muertos (1989). En ella, el profesor Keating habla negativamente sobre el uso del artículo "el" delante de la frase:

Keating: Esta es la batalla, muchachos. ¡Guerra! Vuestras almas están en un momento crítico. O sucumbís a la hoi polloi y el fruto muere en la vid, o triunfáis como individuos. Puede ser una coincidencia que parte de mis deberes sean enseñaros sobre Romanticismo, pero permitidme aseguraros que me tomo la tarea muy en serio. En mi clase aprenderéis lo que esta escuela quiere que aprendáis, pero si hago bien mi trabajo, también aprenderéis mucho más. Aprenderéis a saborear el lenguaje y las palabras porque son los peldaños que os llevarán a todo lo que os propongáis hacer en la vida y hacerlo bien. Hace un momento he utilizado el término "hoi polloi". ¿Quién sabe lo que significa? Vamos, Overstreet, imbécil. (Anderson, ¿eres un hombre o un forúnculo?)

Anderson niega con la cabeza, pero Meeks levanta las manos y habla: "El hoi polloi. ¿No significa el rebaño?".

Keating: Precisamente, Meeks. En griego significa el rebaño. Sin embargo, ten en cuenta que, cuando dices "el hoi polloi" en realidad estás diciendo "el el rebaño". Indicando que tú también eres "hoi polloi".

## Usos en elsigloXXI
El episodio del 14 de agosto de 2001 del programa Larry King Live de CNN incluyó una discusión sobre si el deporte del polo era una parte apropiada de la imagen de la familia real británica 
El término se ha ido usando en musicales de Broadway (como Wicked, de 2003), la película Hairspray (2007). Series de televisión como Better Call Saul o BoJack Horseman.

### Uso comercial en otros países
En los países angloparlantes el término "hoi polloi" se ha utilizado para promover productos y negocios, para indicar que la marca o el servicio atraerán a la "gente común".
- Hoi Polloi es el nombre de muchas empresas
- Oi Polloi es un grupo anarco-punk escocés
- Ahoi Polloi es el nombre de un conocido blog alemán de dibujos animados.[16]

La frase también se ha utilizado en anuncios como el nombre de una raza humana.
- hoi polloi es utilizado por el personaje Kindle en el videojuego Advance Wars: Dual Strike.[17]
- El fundador de la secta de la cienciología, L. Ronald Hubbard, afirmó la existencia de una raza de invasores extraterrestres conocida como los Hoipolloi.